# Salava
Salava ist eine unbewohnte Insel, 2,5 Kilometer von der größten estnischen Insel Saaremaa entfernt. Sie gehört zu den westlichsten Inseln Estlands und liegt in der Landgemeinde Saaremaa im Kreis Saare. Die bewaldete Insel ist  Teil des Nationalparks Vilsandi.